# Prelude en fuga voor achttienstemmig strijkorkest
Prelude en fuga voor achttienstemmig strijkorkest is een compositie van Benjamin Britten. Britten schreef dit werk ter gelegenheid van en voor feest bij het tienjarig bestaan van het Boyd Neel Orchestra op 23 juni 1943. Dat orkest had Britten internationale bekendheid gegeven door de eerste uitvoering van de Variaties op een thema van Frank Bridge te verzorgen in Salzburg. Een van die variaties is een vijftienstemmige fuga en Britten wilde met zijn Prelude en fuga bekijken of er nog “rek” in zat.
Hoewel het een tonaal werk is, verschuift de toonsoort regelmatig. De prelude en coda staan in E majeur. De fuga echter staat grotendeel is a mineur. Het begin van de fuga is echter de interval D-Gis, de D en Gis zijn geen basistonen binnen de toonsoort a mineur (dat zijn A-C-E-A). Muziektheoretici bogen zich het hoofd over dit onverwachte interval, men vermoedde dat D-Gis afkomstig is uit de kerktoonsoorten lydisch D of mixolydisch E. Britten schreef veel kerk- dan wel religieuze muziek. Het raadsel zou nooit opgelost worden. Het eigenaardige is dat een ander werk waarin dat interval gebruikt wordt in Ralph Vaughan Williams vijfde symfonie. De twee werken gingen twee dagen na elkaar in premiere.    

## Orkestratie
Normaliter geldt er geen vaste samenstelling binnen een strijkorkest, in dit geval wel:
- 10 violen, 3 altviolen, 3 celli, 2 contrabassen

## Discografie 2012
- Uitgave Decca Records: Britten leidt het English Chamber Orchestra in 1971
- Uitgave Atma: Jean-Marie Zeitouni leidt Les Violons des Roy
- Uitgave Achim Felder leidt de Festival Strings Lucerne
- Uitgave Naxos: Steuart Bedford leidt het English Chamber Orchestra